# Coet Atlas
Atlas és una família de vehicles de llançament espacial nord-americans. L'original míssil Atlas va ser dissenyat a finals dels anys 50 per ser usat com un míssil balístic intercontinental (ICBM): Era un coet de combustible líquid que cremava LOX i RP-1 en tres motors configurats en un disseny inusual, ja que els dos motors exteriors eren llançats durant l'ascensió, mentre que el seu motor central, els tancs de fuel i altres elements estructurals es mantenien en òrbita.

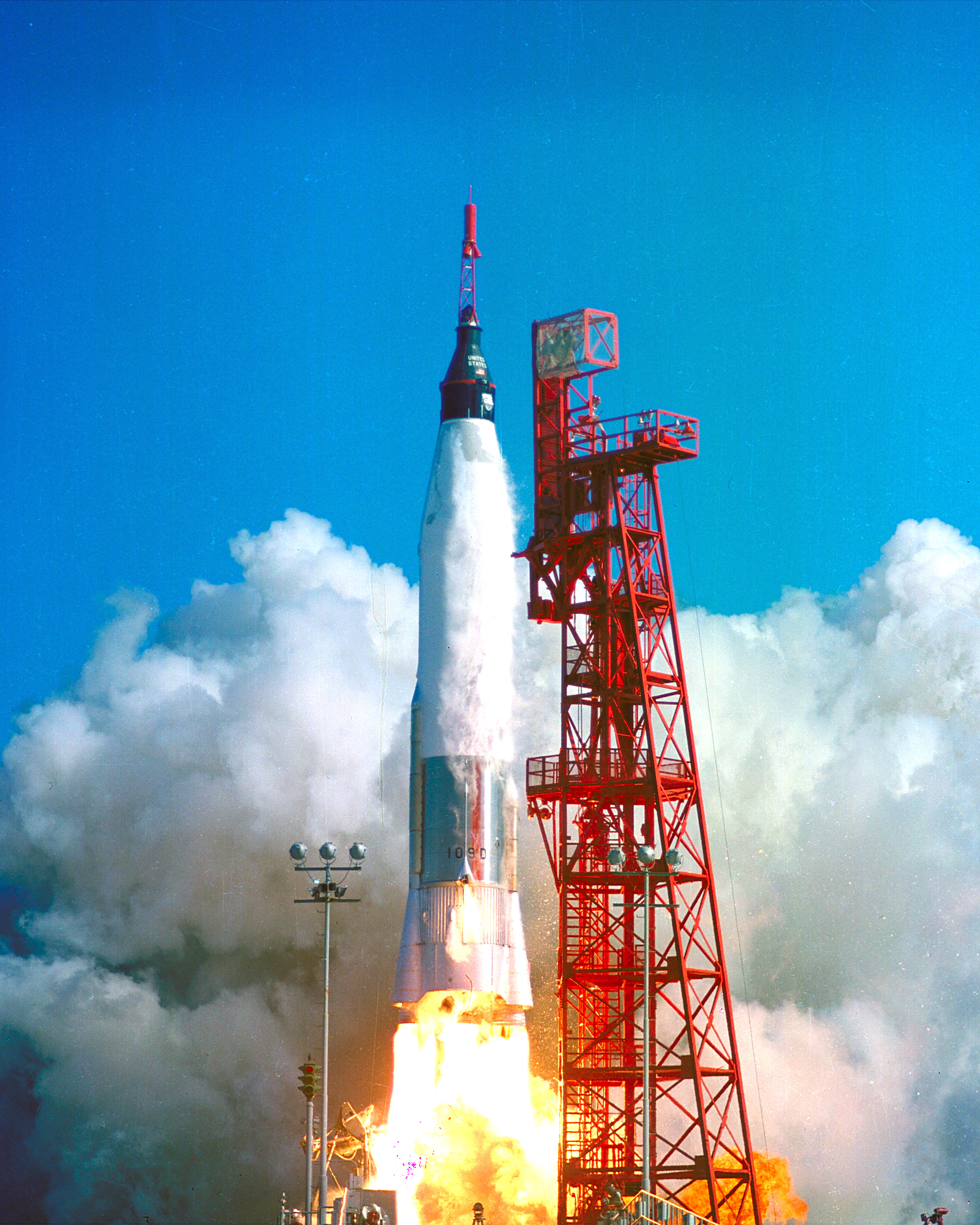
La nau espacial Friendship 7 va ser llançada en un coet Atlas

Els míssils van tenir poc servei com a ICBM, i l'últim esquadró va deixar de funcionar el 1965. Des del 1962–63, els Atlas van portar els primers quatre astronautes americans a l'òrbita terrestre. Diversos models de l'Atlas II van ser llançats 63 vegades entre el 1991 i el 2004. Pel que fa a l'Atlas III, només es va llançar sis vegades, totes entre el 2000 i el 2005. L'Atlas V encara està en servei.